# Chiesa di San Giorgio Martire (Cellatica)
La chiesa di San Giorgio Martire è la parrocchiale di Cellatica, in provincia e diocesi di Brescia; fa parte della zona pastorale di Gussago.